# Edoardo Zardini (cyclisme)
Pour les articles homonymes, voir Edoardo Zardini.
Edoardo Zardini, né le 2 novembre 1989 à Peschiera del Garda, est un coureur cycliste italien. Il est professionnel de 2013 à 2022. 

## Biographie
Zardini figure parmi une liste de onze coureurs sélectionnés pour la course en ligne des championnats du monde 2014.
Lors du Grand Prix de Lugano 2016, il chute ce qui a comme conséquence pour lui d'avoir quatre vertèbres cassées. Au mois de juillet 2016, il prolonge le contrat qui le lie à son équipe. En août 2018, il termine septième du Tour de République tchèque.
Il met un terme à sa carrière de coureur à l'issue de la saison 2022.

## Palmarès

### Palmarès amateur
- 2009
  - Schio-Ossario del Pasubio
- 2010
  - Trophée MP Filtri
- 2011
  - 2e de la Schio-Ossario del Pasubio
- 2012
  - Mémorial Gerry Gasparotto
  - Giro delle Valli Cuneesi :
    - Classement général
    - 3e étape

  - Trophée MP Filtri
  - 3e du Tour du Frioul-Vénétie julienne
  - 3e du Trofeo Gavardo Tecmor

### Palmarès professionnel
- 2014
  - 2e étape du Tour du Trentin
  - 3e étape du Tour de Grande-Bretagne

### Résultats sur les grands tours

#### Tour d'Italie
6 participations
- 2013 : 138e
- 2014 : 53e
- 2015 : 82e
- 2018 : non-partant (7e étape)
- 2020 : 96e
- 2022 : 78e

### Classements mondiaux
| Année                                 | 2010 | 2011 | 2012 | 2013 | 2014 | 2015 | 2016  | 2017  | 2018 | 2019 | 2020 | 2021  | 2022 |
| ------------------------------------- | ---- | ---- | ---- | ---- | ---- | ---- | ----- | ----- | ---- | ---- | ---- | ----- | ---- |
| Classement mondial                    |      |      |      |      |      |      | 1056e | 1694e | 726e | 737e | 788e | 1819e | 911e |
| UCI Europe Tour                       | 749e | nc   | 470e | 235e | 92e  | 477e | 721e  | nc    | 596e | 537e | 629e | 1250e | 667e |
| UCI Asia Tour                         | nc   | nc   | nc   | nc   | nc   | nc   | nc    | nc    | 464e |      |      |       |      |
|                                       |      |      |      |      |      |      |       |       |      |      |      |       |      |
| Légende : nc = non classéSource : UCI |      |      |      |      |      |      |       |       |      |      |      |       |      |